# Kuršių nerija
Kuršių nerija este o arie protejată (sit de importanță comunitară — SCI) din Lituania întinsă pe o suprafață de 9.986 ha, integral pe uscat.

## Localizare
Centrul sitului Kuršių nerija este situat la coordonatele 55°28′34″N 21°03′50″E / 55.4761°N 21.0639°E.

## Înființare
Situl Kuršių nerija a fost declarat sit de importanță comunitară în mai 2005 pentru a proteja 1 specie de plante și 2 specii de animale.

## Biodiversitate
Situată în ecoregiunea boreală, aria protejată conține 8 habitate naturale: Dune mobile cu vegetație embrionară, Dune mobile de-a lungul țărmului cu Ammophila arenaria („dune albe”), Dune de coastă fixe cu vegetație erbacee („dune gri”), Dune fixe decalcificate cu Empetrum nigrum, Dune cu Salix repens ssp. argentea (Salicion arenariae), Dune împădurite din regiunile atlantică, continentală și boreală, Depresiuni intradunale umede, Vegetație psamofilă uscată cu Calluna și Empetrum nigrum.
La baza desemnării sitului se află mai multe specii protejate:
- plante (1): Linaria loeselii
- nevertebrate (1): fluturele purpuriu (Lycaena dispar)
- pești (1): Alosa fallax